# Aars Kommune
| Daten           | Daten          |
| --------------- | -------------- |
| Verwaltungssitz | Aars           |
| Fläche          | 222,76 km²     |
| Einwohner       | 13.322 (2004)  |
| Kommune ab 2007 | Vesthimmerland |
| Website         | www.aars.dk    |

Aars Kommune war bis Ende 2006 eine Kommune im Amt Nordjylland im nordwestlichen Dänemark. Die Kommune entstand im Zuge der Kommunalreform von 1970 aus folgenden Kirchspielsgemeinden:
- Blære (Landgemeinde Blære-Ejdrup)
- Gislum und Vognsild (Landgemeinde Gislum-Vognsild)
- Skivum und Giver (Landgemeinde Skivum-Giver)
- Gundersted (Landgemeinde Gundersted)
- Havbro (Landgemeinde Havbro)
- Ulstrup (Landgemeinde Ulstrup)

- Aars (Landgemeinde Års)

Ende 2006 erlosch die Kommune Aars, als sie mit den Nachbarkommunen Aalestrup, Farsø und Løgstør zur neuen Kommune Vesthimmerland mit 38.000 Einwohnern zusammengelegt wurde.